# Ernest C. Rolls
Ernest C. Rolls (Ernest Dareweski; * um 1890; † nach 1937) war ein australischer Theaterleiter.
Rolls kam im Alter von 17 Jahren von Warschau nach England, wo er bald als Theaterproduzent arbeitete. 1925 hatte er in Australien Erfolg mit seiner Produktion Aladdin, die er aus England mitgebracht hatte. 1927 produzierte er die australische Premiere von Sunny. Weitere Erfolge waren Rio Rita und die Revue Good News am Theater von Ben Fuller und Whoopee bei George Marlowe. In der Folge der Wirtschaftsdepression ging er 1937 nach Neuseeland. Dort leitete er eine Reihe von Theatern und überwachte die Produktionen für James Cassius Williamson. Nach erheblichen finanziellen Verlusten kehrte er nach England zurück und organisierte dort später Varieté-Vorstellungen in Seebädern.